# Jen Taylor

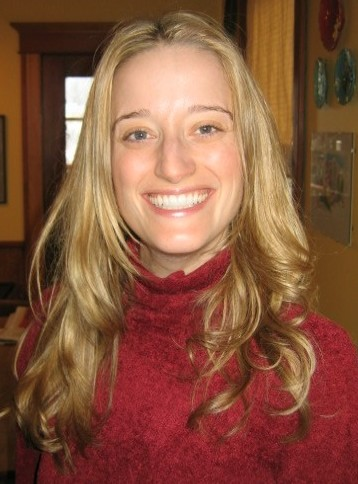
Hình ảnh Jen Taylor tại The Cortana Chronicles

Jen Taylor, tên đầy đủ là Jennifer Lee Taylor là nữ diễn viên lồng tiếng người Mỹ, được biết đến với việc lồng tiếng cho Cortana nhận vật trong loạt trò chơi Halo, đồng thời cũng là trợ lý ảo cùng tên. Cô cũng lồng tiếng cho Zoey trong Left 4 Dead; Princess Peach, Toad và Toadette trong loạt trò chơi Mario. Salem trong RWBY và Lina, Windranger, Puck và Medusa trong trò chơi Dota 2. Cô sinh ra ngày 17/2/1973 (44 tuổi) ở Seattle, Washington, Hoa Kỳ, cô bắt đầu sự nghiệp lồng tiếng của mình vào năm 1997 tới nay, sau khi được một người bạn ủng hộ.

## Sự nghiệp

### Trò chơi điện tử
| Năm       | Trò chơi                 | Phần  | Lồng tiếng                     | Nguồn                                                |
| --------- | ------------------------ | ----- | ------------------------------ | ---------------------------------------------------- |
| 1999-2009 | Mario chuyển nhượng      |       | Princess Peach                 | Lưu trữ ngày 16 tháng 1 năm 2017 tại Wayback Machine |
| 2001      | Halo                     | 1     | Cortana                        |                                                      |
| 2004      | Halo                     | 2     | Cortana                        |                                                      |
| 2007      | Halo                     | 3     | Cortana                        |                                                      |
| 2008      | Left 4 Dead              | 1     | Zoey                           |                                                      |
| 2009      | F.E.A.R.2:Project Origin |       | Keira Strokes                  |                                                      |
| 2010      | Left 4 Dead              | 2     | Zoey                           |                                                      |
| 2010      | Halo                     | Reach | Halsey, Cortana                |                                                      |
| 2011      | Dota 2                   |       | Lina, Puck, Windranger, Medusa |                                                      |
| 2012      | Halo                     | 4     | Cortana, Halsey                |                                                      |
| 2014      | Destiny                  |       | Khu bảo mật A.I thành phố P.A  | Lưu trữ ngày 7 tháng 11 năm 2019 tại Wayback Machine |
| 2015      | Infinite Crisis          |       | Atomic Wonder Woman            |                                                      |
| 2015      | Halo                     | 5     | Halsey, Cortana                |                                                      |

### Phim hoạt hình
| Năm       | Phim | Nhân vật                         | Nguồn |
| --------- | ---- | -------------------------------- | ----- |
| 2013- nay | RWBY | Narrator/ Salem/ Người kể chuyện | RWBY  |

### Diễn xuất
| Năm  | Phim        | Nhân vật | Nguồn |
| ---- | ----------- | -------- | ----- |
| 2004 | Inheritance | Abbey    |       |

### Trợ lý ảo
| Năm       | Phim              | Nhân vật | Nguồn |
| --------- | ----------------- | -------- | ----- |
| 2014- nay | WIndows Phone 8.1 | Cortana  |       |
| 2015- nay | Windows 10        | Cortana  |       |